# ZVVZ Univerzitní Sportovní Klub Praha
Lo ZVVZ Univerzitní Sportovní Klub Praha, in breve ZVVZ USK Praha, è una società femminile di pallacanestro di Praga.

## Cronistoria
| Cronistoria dello ZVVZ USK Praga. |
| --- |
| - 1953 · fondazione dell'USK Praga. - 1971-1972 · Slavia Praga Quarti di finale di Coppa delle Coppe. - 1972-1973 · Finalista di Coppa delle Coppe. - 1974-1975 · Quarti di finale di Coppa Ronchetti. - 1975-1976 · Vince la Coppa Ronchetti (1º titolo). - 1976-1977 · Semifinalista di Coppa Ronchetti. - 1977-1978 · Ottavi di finale di Coppa Ronchetti. - 1978-1979 · Quarti di finale di Coppa Ronchetti. - 1980-1981 · Semifinalista di Coppa Ronchetti. - 1981-1982 · Quarti di finale di Coppa Ronchetti. - 1986-1987 · Vysóke Školy Praha Semifinalista di Coppa Ronchetti. - 1987-1988 · Semifinalista di Coppa Ronchetti. - 1993-94 · 1ª in 1. basketbalová liga žien, campione della Rep. Ceca (1º titolo). - 1994-95 · 1ª in 1. basketbalová liga žien, campione della Rep. Ceca (2º titolo). - 1995-96 · 2ª in 1. basketbalová liga žien. - 1996-97 · 2ª in 1. basketbalová liga žien. - 1997-98 · 3ª in 1. basketbalová liga žien. - 1998-99 · 7ª in 1. basketbalová liga žien. - 1999-00 · 3ª in 1. basketbalová liga žien. - 2000-01 · 2ª in 1. basketbalová liga žien. - 2001-02 · 2ª in 1. basketbalová liga žien. - 2002-03 · 2ª in 1. basketbalová liga žien. - 2003-04 · 3ª in 1. basketbalová liga žien. - 2004-05 · 2ª in 1. basketbalová liga žien. - 2005-06 · 2ª in Ženská basketbalová liga. - 2006-07 · 2ª in Ženská basketbalová liga. - 2007-08 · 2ª in Ženská basketbalová liga. - 2008-09 · 1ª in Ženská basketbalová liga, campione della Rep. Ceca (3º titolo). - 2009-10 · 1ª in Ženská basketbalová liga, finalista play-off; Vincitrice della Coppa della Rep. Ceca (1º titolo). - 2010-11 · 1ª in Ženská basketbalová liga, campione della Rep. Ceca (4º titolo); Vincitrice della Coppa della Rep. Ceca (2º titolo). - 2011-12 · 1ª in Ženská basketbalová liga, campione della Rep. Ceca (5º titolo); Vincitrice della Coppa della Rep. Ceca (3º titolo). - 2012-13 · 1ª in Ženská basketbalová liga, campione della Rep. Ceca (6º titolo). - 2013-14 · 1ª in Ženská basketbalová liga, campione della Rep. Ceca (7º titolo); Vincitrice della Coppa della Rep. Ceca (4º titolo). - 2014-15 · 1ª in Ženská basketbalová liga, campione della Rep. Ceca (8º titolo); Vincitrice della Coppa della Rep. Ceca (5º titolo). Vincitrice della EuroLeague Women (1º titolo); Vincitrice della SuperCup Women (1º titolo). - 2015-16 · 1ª in Ženská basketbalová liga, vince i play-off, campione della Rep. Ceca (9º titolo). - 2016-17 · 1ª in Ženská basketbalová liga, vince i play-off, campione della Rep. Ceca (10º titolo). - 2017-18 · 1ª in Ženská basketbalová liga, vince i play-off, campione della Rep. Ceca (11º titolo). - 2018-19 · 1ª in Ženská basketbalová liga, vince i play-off, campione della Rep. Ceca (12º titolo). - 2019-20 · in Ženská basketbalová liga |

## Palmarès
- Campionato cecoslovacco femminile: 8

1970, 1973, 1982, 1983, 1984, 1985, 1988, 1989
- Campionato ceco femminile: 12

1994, 1995, 2009, 2011, 2012, 2013, 2014, 2015, 2016, 2017, 2018, 2019
- Coppa della Repubblica Ceca: 5

2010, 2011, 2012, 2014, 2015
- Coppa Ronchetti: 1

1975-1976
- Eurolega: 1

2015
- SuperCup Women: 1

2015